# Crispin de Passe der Ältere

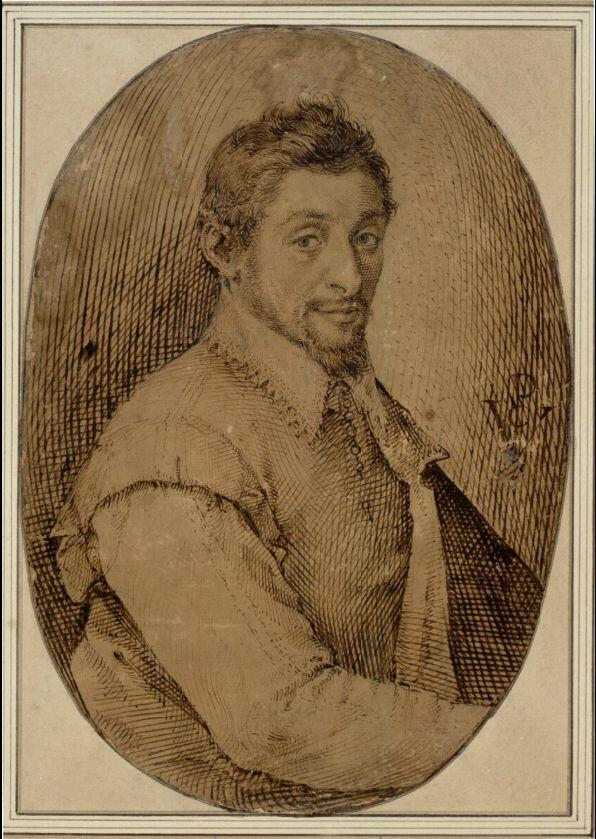
Selbstporträt Crispin de Passe der Ältere

Crispin de Passe der Ältere, auch Crispijn van de Passe; Crispin de Pas, Crispijn, Crispiaen, Chrispyn oder latinisiert Crispinus, Crispianus, Crispyn I., van de Passe, de Pas, Passeus etc. (* 1564 in Arnemuiden; † März 1637 in Utrecht (Niederlande), begraben am 6. März 1637) war ein flämisch-niederländischer Zeichner, Kupferstecher, Drucker, Verleger und Maler. Crispin de Passe war in Antwerpen, Aachen, Köln und Utrecht tätig.

## Familie
Crispin de Passe der Ältere war der Stammvater einer flämisch-niederländischen Familie von Kupferstechern und Verlegern, die überwiegend in Nordeuropa arbeiteten. Johann Jakob Merlo vermutet, dass de Passe eine eigene Zeichenschule führte. Der Vater war auch zugleich der Lehrmeister seiner Kinder Simon (Köln 1595–1647 Kopenhagen), Magdalena (Köln 1596–1638 Utrecht), Crispin d. J. (Köln 1597–1670 Amsterdam) und Willem de Passe (Köln 1598–1636 London), weshalb es oft sehr schwierig ist, die Werke der einzelnen Familienmitglieder zu unterscheiden. Sie alle waren zugleich Zeichner und Kupferstecher, so dass sie sowohl eigene Werke publizierten als auch Kupferstiche nach Vorlagen anderer Zeichner fertigten. Der Werkanzahl der Familie de Passe beträgt laut Franken 1.334 Einzelblätter. Zudem existieren 49 illustrierte Veröffentlichungen mit teilweise 50 bis 150 Stichen.
Die Stiche der de Passe dienten u. a. 1615 für Henni Heidtriders Juno-Relief als Vorlage, welches sich im Deutschen Museum zu Berlin befindet. Ihre Werke wurden in Stuck, Holz, Alabaster und verschiedenen Metallen umgesetzt.
Ihre Zeichnungen befanden sich 1932 im Rijksmuseum in Amsterdam, in den Sammlungen von van Regterenin  Altena, Welker, Oudheidk, Genootshap, Berlin, in der Brüsseler Sammlung de Grez, in der Dresdner Sammlung Friedrich August II., in dem Album amicorum von Arnoldus Buchelius der Leidener Universitätsbibliothek, in der Maartensdyker Sammlung Lugt, in Wien und in der Sammlung von Sir William Stirling Maxwell.

## Leben und Wirken
Auch de Passe der Ältere fertigte viele Drucke, oft als Serie nach eigenen Vorlagen, aber auch nach Vorlagen anderer Zeichner, und meistens veröffentlichte er sie auch gleich selbst als Verleger.
Sein Vorname Crispin, der Kraushaarige (lat.crispulus: kraushaarig; crispus: gekräuselt; Krauskopf), lässt darauf schließen, dass er als Kleinkind einen Lockenkopf hatte. Er wurde in Arnemuiden auf der Insel Walcheren in Zeeland geboren. Als er noch klein war, zogen seine Eltern nach Antwerpen. Er ist bei Dirk Coornhert in die Lehre gegangen. Sein erstes Werk stammt aus dem Jahr 1584. Um 1584/85 wurde er Mitglied der Antwerpener Lukasgilde, eingetragen als Zunftmeister.
Crispins Frühstil erinnert an Veldmann und die Brüder Johannes Wierix und Hieronymus Wierix. Nach seiner Heirat mit Magdalena de Bock, einer angeheirateten Nichte von Marten de Vos ähnelte sein Stil dem von de Vos.
Nachdem Antwerpen mittlerweile unter spanische Herrschaft gekommen war, erging die Order, zum Katholizismus zu konvertieren oder die Stadt innerhalb von fünf Jahren zu verlassen. De Passe, ein standfester Mennonit, verließ daraufhin Antwerpen und lebte ab 1588 mit seiner Frau in Aachen. Er gründete ein Geschäft als selbständiger Grafiker und veröffentlichte die ersten Drucke nach eigenen Entwürfen.
Eine frühere Arbeit Crispins ist sein Porträt des belgischen Philosophen Justus Lipsius (1547–1606) von 1587. 1588 fertigte er nach Entwürfen von Marten de Vos eine Serie von 46 biblischen Illustrationen für den sehr bekannten, damals gerade in Köln lebenden Buchdrucker Christoph Plantin (um 1520–1589). Dem Rat der Stadt Aachen widmete Crispin eine Folge von sechs Blättern: Die Geschichte des verlorenen Sohnes nach Marten de Vos.
Das Klima in Aachen war zunächst gastfreundlicher, als es im besetzten Antwerpen gewesen war, jedoch erfolgte 1589 die Herausgabe eines Erlasses von Kaiser Rudolf II., der alle Häretiker wegtrieb, in diesem Fall alle Protestanten. De Passe übersiedelte nach Köln, und trotz seiner eingeschränkten Stellung als Flüchtling, der nicht imstande war, die Staatsbürgerschaft zu beantragen, blieb er für mehr als zwanzig Jahre dort. In Köln wurden auch seine fünf Kinder geboren. Crispin de Passe wurde ein gefragter Künstler und sein Geschäfte blühten. Merlo hat zirka 214 Blätter aus seiner Kölner Schaffensperiode beschrieben. Von 1595 bis 1611 führte Crispin in Köln mehr als 200 Platten aus. Einer seiner bekannten Schüler war der später in Deutschland sehr anerkannte Kupferstecher Peter Isselburg (um 1580–1630). Im Jahr 1612 musste der Mennonit de Passe Köln verlassen und verlegte seine Werkstatt nach Utrecht. In Utrecht erwarb er als Kupferstecher 1613 das Bürgerrecht. Dort wurde er am 6. März 1637 auch begraben.

## Signatur
Auf einigen seiner Werke nennt Crispin de Passe sich Zelandus und verweist auf seinen Geburtsort. Bei den Werken von Ferdinandus Magellanus, Thomas Cavendish und Franciscus Draco findet sich eine Ligatur der Buchstaben PCV. 1592 signiert er das Blatt Vantaes et Vanitates mit Crispin. d.pas murntor et. excud. Sein Blatt Minerva als Patronin der Zeichenkunst trägt sein Kürzel C V PA BED(?). Crisp: v. Passe. i.ye: findet sich auf dem Blatt einer weiblichen Darstellung mit einem Knaben, der ein Langkreuz im Arm hält, betitelt als Elisabeth mit Johannes.

## Themen
Crispins Drucke behandelten alle Themen. Er gravierte viele biblische und andere devotionale Szenen, das Leben der Heiligen, Porträtdrucke von Lehrern, Adligen, Generälen, Gelehrten, u. a. m. Er führte viele allegorische Reihen von Stichen aus: Die sieben Vorzüge und Laster, Die sieben Planeten, Die sieben Alter des Mannes, Die fünf Richtungen, Die vier Elemente, Die vier Jahreszeiten und Die vier Tageszeiten. Ferner erstellte er Abbildungen von Szenen aus Homer, Ovid und Vergil. De Passe entwarf einen besonders feinen Satz Emblem-Stiche, die im Jahr 1611 Gabriel Rollenhagens einflussreiches Nucleus emblematum selectissimorum… schmückten. Für die Kursteilnehmer der Kölner Universität gab de Passe  Drucke heraus, die das Universitätsleben beschrieben. Er setzte Szenen gegeneinander, die zur moralischen Reflexion anspornen sollten.

## Werke (Auswahl)

### Stiche
- 1584 erstes tradiertes Werk
- 1588 46 biblische Darstellungen nach Werken von Maarten de Vos für Christoph Plantin. Dieser wollte die Stiche für ein Stundenbuch, das nicht erschienen ist. 1932 wurden von den im Plantin-Moretus-Museum bewahrten Platten Abzüge erstellt.
- 1588 Hl. Bruno für Plantin
- 1589 Madonna nach Jan Mabuse
- 1589 Barmherziger Samariter eine Folge von Stichen, die er dem Aachener Johann Rademacher widmete.
- 1586 Der verlorene Sohn. Diese Folge von Stichen widmete de Passe dem Aachener Magistrat.
- 1592 Vanitaes et Vanitates[5]
- 1592 Anonymus, Kniestück eines jungen Mannes. Als Umschrift in dem Oval befindet sich eine frz.Devise. Monogramm.
- 1593 Petrus Ernst von Mansfeld (unbez.).
- 1594 Moritz von Hessen bartlos, Monogramm.
- Ferdinand Magellan
- 1598 Franciscus Draco
- 1601 Sibyllarum icones, 16 Blätter, dem Bürgermeister Johann von Lyskirchen gewidmet.
- 1602 Metamorphoseon Ovidianarum typi,
- 1602 Kanoniker Gerhard Stempelius vom St.Georgs Stift (unbez.)
- 1602 Ovidillustration teilw. n. Hendrik Goltzius als verkleinerte Kopien, teils n. Marten de Vos.
- 1603 Königin Elisabeth I. nach Isaak Oliver.
- 1604 Romani imperatores, opera Crispiani de Pass, apud Colonienses aericidas, 23 Blätter.
- 1606 Metamorphoseon Ovidianarum typi, zweite Ausgabe dem Doktor der Theologie Wilhelm Salsman in Köln dedicirt.
- 1607 Vier Evangelisten nach Gortzius Geldorp in Kupfer gestochen für den Kölner Magistrat wurde von diesem abgelehnt, ungeachtet der Fürsprache Constantin’s von Lyskirchen.
- 1610 Illustriss. Juliacensium etc. principum tabula genealogica, 16 Blätter, Köln.
- 1613 Abbildung Herrn Friderichs deß V. Pfaltzgraffen bey Rhein und Frawen Elisabeth ihrer Fürstlichen Gnaden Gemahlin, daneben ihrer Königlichen und Churfürstlichen Eltern und nechsten Blutsverwandten, 11 Blätter.
- Ein Fischer und seine Frau
- Die vier Element
- Die vier Tageszeiten
- Sigismund Barthori von Siebenbürgen (unbez.)
- Wenceslas Coeberger[6] (unbez.)
- Hl. Familie mit Jesus und Johannes in der Landschaft mit zwei lat. Distichen
- Fußwaschung Christi
- Maria dem Jesuskind eine Rose reichend, mit lat. Umschrift in fol. Köln.
- Hl. Helena, Halbfigur in Oval, bez., Köln.

### Veröffentlichungen
- 1612 Compendium operum Virgilianorum, Utrecht
- 1613 Speculum Homeri, Utrecht
- 1613 G.Rollenhagius: Nucleus Emblematum, Utrecht.
- 1613 Abbildung deß Durchleuchtigen Hochgebornen Fürsten und Herrn/ Herrn Friderichs deß V. diß Nahmens/ deß Heyligen Römischen Reichs Churfürsten/ Pfaltzgraffen bey Rhein/ Hertzogen in Bayern/ [et]c. … Arnheim (Digitalisat)
- 1614 Hortus floridus. Utrecht. Gemeinschaftsarbeit mit seinen Kindern.
- 1618 und 1624 Incogniti scriptoris nova poemata erschienen seine 12 Stiche Emblemata amatoria als verkleinerte Kopien n. Stichen Jan van Halbeeck[7] 1932 ex. ein Exemplar v.1624, es befand sich bei F.G.Walter in Amsterdam.
- 1618 Thronus Cupidinis u. a. mit Versen v. Joost van den Vondel. Die 32 Darstellungen erschienen in Amsterdam, sie waren 1617 von den Generalstaaten abgelehnt worden.

## Werke Familie de Passe als Vorlage für
- 1612–15 Henni Heidtriders Juno-Relief
- Brunnenbecken, Andreas-Museum in Hildesheim (1932)
- Stuckarbeit an einer Apotheke in Zellerfeld im Harz (1932)
- 1670 Metallschüssel Wiener Hofmuseum (1932)
- Plakette der Whitecombe Greene Collection im Britischen Museum in London (1932)
- Holzfüllung eines Barockschranks Besitz: Ball in Dresden (1932)

### Werke mit Crisp. bezeichnet
- Nicolas Coëffeteau, Bischof von Marseille († 1623) nach Daniel Dumonstier[8]
- Spes Oval
- Schiffsinneres mit Matrosen bei astronomischen Instrumenten Titelbild von einem Buch über die Schifffahrt
- Christuskind auf einem Kissen mit Weltkugel und Kreuz
- Caritas, Teil einer Folge
- Gegenstück: Unbarmherzigkeit
- Spes

### Werke unbezeichnet
- 1624 Armgaert Elisabeth van den Roosendael, Frau und Gegenpart von Theodor van Zuylen
- Karl Wasa, Abzug einer Silberplatte
- Pierre Broussel, ca.(1575–1654) Ratsherr von Louis XIII. und Ludwig XIV.
- Laurent Humfredus
- Wilhelm (Jülich-Kleve-Berg), abweichend von dem Standesporträt von Heinrich Aldegrever.
- Michael Ophovius[9] nach Peter Paul Rubens
- Vanitas
- Zwei Kinder in einer Landschaft, eins schläft, das andere fertigt Seifenblasen.